# Voleibol als Jocs Europeus de 2015
Les proves de Voleibol als Jocs Europeus de 2015 es disputaren entre el 12 i el 28 de juny al Beach Arena, en cas del Vòlei platja, i en el Crystal Hall 1, la modalitat de pista. La modalitat de voleibol platja atorgà punts per classificar-se per als Jocs Olímpics.

## Classificació
Les plaçes s'atorgaran en funció del rànquing de la CEV, reservant plaçes per la nació organitzadora.
| País          | Pista   | Pista  | Platja  | Platja | Total (Atletes) |
| País          | Masculí | Femení | Masculí | Femení | Total (Atletes) |
| ------------- | ------- | ------ | ------- | ------ | --------------- |
| Àustria       |         |        | 2       | 2      | 8               |
| Azerbaidjan   | X       | X      | 2       | 2      | 36              |
| Belarús       |         |        | 1       |        | 2               |
| Bèlgica       | X       | X      |         |        | 28              |
| Bulgària      | X       | X      |         |        | 28              |
| Croàcia       |         | X      |         |        | 14              |
| Txèquia       |         |        | 1       | 2      | 6               |
| Dinamarca     |         |        | 1       |        | 2               |
| Estònia       |         |        | 1       |        | 2               |
| Finlàndia     | X       |        |         | 2      | 18              |
| França        | X       |        | 2       | 2      | 22              |
| Alemanya      | X       | X      | 2       | 2      | 36              |
| Regne Unit    |         |        | 1       |        | 2               |
| Grècia        |         |        | 1       | 1      | 4               |
| Israel        |         |        | 1       |        | 2               |
| Itàlia        | X       | X      | 2       | 2      | 36              |
| Letònia       |         |        | 2       |        | 4               |
| Lituània      |         |        |         | 1      | 2               |
| Països Baixos |         | X      | 2       | 2      | 22              |
| Noruega       |         |        | 2       | 2      | 8               |
| Polònia       | X       | X      | 2       | 2      | 36              |
| Romania       |         | X      |         |        | 14              |
| Rússia        | X       | X      | 2       | 2      | 36              |
| Sèrbia        | X       | X      |         |        | 28              |
| Eslovàquia    | X       |        |         | 1      | 16              |
| Espanya       |         |        | 2       | 2      | 8               |
| Suècia        |         |        |         | 2      | 4               |
| Suïssa        |         |        | 2       | 2      | 8               |
| Turquia       | X       | X      | 1       |        | 30              |
| Ucraïna       |         |        |         | 1      | 2               |
| 30 CONs       | 12      | 12     | 32      | 32     | 464             |

## Medallistes
| Event          | Or | Plata | Bronze |
| Masculí indoor | Alemanya · Christian Fromm · Sebastian Kühner · Denys Kaliberda · Marcus Böhme · Jochen Schöps (capità) · Lukas Kampa · Ferdinand Tille · Tom Strohbach · Tim Broshog · Jan Zimmermann · Michael Andrei · Björn Höhne · Matthias Pompe · Falko Steinke                | Bulgària · Georgi Bratoev · Rozalin Penchev · Martin Bozhilov · Svetoslav Gotsev · Velizar Chernokozhev · Branimir Grozdanov · Dobromir Dimitrov · Valentin Bratoev · Jani Jeliazkov · Todor Aleksiev (capità) · Nikolay Nikolov · Borislav Apostolov · Ventsislav Ragin · Petar Karakashev      | Rússia · Ilia Vlasov · Dmitry Kovalev (capità) · Ivan Demakov · Igor Kobzar · Alexander Markin · Igor Filippov · Alexey Kabeshov · Alexander Kimerov · Dmitrii Volkov · Victor Poletaev · Maksim Zhigalov · Egor Kliuka · Sergey Nikitin · Roman Bragin      |
| Femení indoor  | Turquia · Çağla Akın · Kübra Akman · Seda Aslanyürek · Naz Aydemir · Dicle Nur Babat · Büşra Cansu · Merve Dalbeler · Meliha İsmailoğlu · Aslı Kalaç · Gizem Güreşen Karadayı · Güldeniz Önal Paşalıoğlu (capità) · Neriman Özsoy · Polen Uslupehlivan · Gözde Yılmaz | Polònia · Anna Werblińska · Maja Tokarska · Izabela Bełcik (capità) · Agnieszka Kąkolewska · Agnieszka Bednarek-Kasza · Anna Miros · Katarzyna Zaroślińska · Agata Sawicka · Daria Paszek · Sylwia Pycia · Agata Durajczyk · Joanna Wołosz · Natalia Kurnikowska · Katarzyna Skowrońska-Dolata · | Sèrbia · Maja Savić · Marta Drpa · Bojana Živković · Mina Popović · Tijana Malešević · Brižitka Molnar · Brankica Mihajlović · Jelena Nikolić (capità) · Ana Bjelica · Jovana Stevanović · Milena Rašić · Silvija Popović · Slađana Mirković · Bianka Buša · |
| Masculí Platja | Letònia · Mārtiņš Pļaviņš · Haralds Regža | Rússia · Yaroslav Koshkarev · Dmitry Barsouk | Txèquia · Premysl Kubala · Jan Hadrava |
| Femení Platja  | Suïssa · Nicole Eiholzer · Nina Betschart | Àustria · Lena Maria Plesiutschnig · Katharina Schutzenhofer | Lituània · Ieva Dumbauskaite · Monika Povilaityte |